# مارجوري كرامر
مارجوري كرامر (بالإنجليزية: Marjorie Kramer)‏ هي فنانة أمريكية، ولدت في 1943 في إنغلوود في الولايات المتحدة.